# Mohamed Hachaichi
Mohamed Hachaichi (arab. محمد حشيش; ur. 26 lutego 1951, zm. 6 czerwca 2013 w Tetuanie) – algierski zapaśnik.
W 1978 został złotym medalistą igrzysk afrykańskich w wadze muszej.
W 1980 wystąpił na igrzyskach olimpijskich w wadze muszej, w której został wyeliminowany w trzeciej rundzie.
W 1981 i 1982 zdobywał brązowe medale mistrzostw Afryki w tej samej wadze.
Od 1983 pracował jako trener zapaśniczy.
Zginął w wypadku pociągu w Tetuanie 6 czerwca 2013. Pochowany dwa dni później w Beni Messous na przedmieściach Algieru.
Miał dwie córki i syna.